# Championnat de France de rollersoccer
Le championnat de France de rollersoccer est une compétition annuelle de rollersoccer mettant aux prises les huit meilleurs clubs français. Championnat amateur organisé par la Ligue française de roller soccer, il se dispute en deux zones, une Sud et une Nord, le vainqueur de chaque poule se rencontre en finale pour disputer le titre. Les équipes peuvent être mixtes. Cette compétition créée en 2013 est la première compétition nationale de rollersoccer dans le monde à être fondée et la seule à l'être jusqu'à aujourd'hui (2016).

## Histoire
Le premier championnat de France de rollersoccer a été mis en place en 2013 réunissant huit clubs sur la quinzaine que l'on compte aujourd'hui: Cabriès Roller Foot, Le Havre Soccer Klub, Paris Roller Foot, Phenix Roller Foot Marseille, Roller Soccer Club AMSCAS, Roller Sport Club Toulonnais, SM Pontault-Combault Easy Riders et le Bruxelles Roller Foot, le seul club belge inclus dans le championnat national. Ce dernier est la première compétition nationale de rollersoccer à avoir été créée et la seule jusqu'à aujourd'hui (2016). Pour des raisons pratiques et éviter des frais de déplacements trop importants, le championnat français est divisé en deux zones, nord et sud, la finale opposant les deux vainqueurs.

## Palmarès

### Zone Nord
| Saison    | Champion              | Vice-Champion                     | Score |
| --------- | --------------------- | --------------------------------- | ----- |
| 2014-2015 | Bruxelles Roller Foot | USM Pontault-Combault Easy Riders |       |
| 2015-2016 |                       |                                   |       |

| Rang | Club                  | Titres | Années    |
| ---- | --------------------- | ------ | --------- |
| 1    | Bruxelles Roller Foot | 1      | 2014-2015 |

### Zone Sud
| Saison    | Champion                     | Vice-Champion | Score |
| --------- | ---------------------------- | ------------- | ----- |
| 2014-2015 | Phénix Roller Foot Marseille |               |       |
| 2015-2016 |                              |               |       |

| Rang | Club                         | Titres | Années    |
| ---- | ---------------------------- | ------ | --------- |
| 1    | Phénix Roller Foot Marseille | 1      | 2014-2015 |

## Organisation

### Format de la compétition
Le Championnat de France compte deux zones: la zone nord et la zone sud. Le vainqueur de chaque poule se rencontre en finale pour disputer le titre.

#### Zone Nord
| Club                              | Dernière montée | Entraîneur        | Stade                          | Capacité théorique | Nombre de saisons en première division |
| --------------------------------- | --------------- | ----------------- | ------------------------------ | ------------------ | -------------------------------------- |
| Bruxelles Roller Foot             | 2013            | Romain Lussier    | Gymnase HELB                   |                    | 2                                      |
| Le Havre Soccer Klub              | 2013            | Francky Cornelie  | Gymnase du Bois-Bléville       |                    | 2                                      |
| Shinobis Riders                   | 2007            |                   | Centre sportif de Saint-Gilles |                    | 1                                      |
| Paris Roller Foot                 | 2013            | Stéphane Laurencé | Gymnase Paul Langevin          |                    | 2                                      |
| USM Pontault-Combault Easy Riders | 2013            |                   | Gymnase République             |                    | 2                                      |

#### Zone Sud
| Club                         | Dernière montée | Entraîneur      | Stade                           | Capacité théorique | Nombre de saisons en première division |
| ---------------------------- | --------------- | --------------- | ------------------------------- | ------------------ | -------------------------------------- |
| Cabriès Roller Foot          | 2013            | Alex Boudaud    | Complexe Sportif Raymond Martin |                    | 2                                      |
| Phenix Roller Foot Marseille | 2013            | Anthelme Bizeul | Stade de la Verrerie            |                    | 2                                      |
| Roller Soccer Club AMSCAS    | 2013            | Khaled Bedhiafi | Terrain Mistral                 |                    | 2                                      |
| Roller Sport Club Toulonnais | 2013            | Anthony Avella  | Ferme des Romarins              |                    | 2                                      |